# Tour de France 2024/4. Etappe
Die 4. Etappe der Tour de France 2024 fand am 2. Juli 2024 statt. Sie führte die 111. Austragung des französischen Etappenrennens aus Italien nach Frankreich. Als Startort diente Pinerolo, ehe es über 139,6 Kilometer in die Alpen nach Valloire ging. Auf dem Weg wurden mit Sestriere, dem Col de Montgenèvre und dem Col du Galibier drei bekannte Anstiege überquert. Nach der Etappe haben die Fahrer 774,8 Kilometer absolviert, was 22,15 % der Gesamtdistanz entspricht.
Der Slowene Tadej Pogačar (UAE Team Emirates) gewann die Etappe, nachdem er sich kurz vor der Kuppe des Col du Galibier rund 19 Kilometer vor dem Ziel als Solist absetzte. In der anschließenden Abfahrt baute er seinen Vorsprung weiter aus und gewann 35 Sekunden vor Remco Evenepoel (Soudal Quick-Step) und seinem Teamkollegen Juan Ayuso. Zudem übernahm er das Gelbe Trikot von Richard Carapaz (EF Education-EasyPost), der viel Zeit verlor.

## Streckenverlauf
Der neutralisierte Start erfolgte in Pinerolo auf der Corso Torino. Auf den ersten Metern bogen die Fahrer rechts auf die Via Duca degli Abruzzi ab und gelangten so zur Kathedrale San Donato, die sie einmal umrundeten, ehe es auf der Stradale Fenestrelle in Richtung Westen ging. Nach 3,9 Kilometern wurde das Rennen bei Porte auf der SR23 freigegeben.
Nach dem offiziellen Start führte die Strecke ins Val Chisone, das zunächst leicht ansteigend nach Sestriere führte. Zunächst wurde jedoch in Roreto bei Kilometer 18,9 der einzige Zwischensprint ausgefahren. Sestriere (2035 m) wurde nach 50,4 Kilometern erreicht. Der Anstieg galt als Bergwertung der 2. Kategorie da er auf einer Länge von 39,9 Kilometern eine durchschnittliche Steigung von nur 3,7 % aufweist. Die anschließende Abfahrt erfolgte auf der SP23R, ehe die Straße in Cesana Torinese erneut zu steigen begann und auf den Col de Montgenèvre (1860 m) führte. Der Pass weist auf einer Länge von 8,3 Kilometern eine Durchschnittssteigung von 5,9 % auf und wurde ebenfalls als Bergwertung der 2. Kategorie klassifiziert. Kurz vor der Passhöhe überquerten die Fahrer bei Claviere die französische Landesgrenze. Nachdem rund die Hälfte der Etappendistanz zurückgelegt wurde, folgte die Abfahrt nach Briançon, bevor der Col du Galibier in Angriff genommen wurde.
Der Col du Galibier weist auf der 23 Kilometer langen Südostauffahrt eine durchschnittliche Steigung von 5,1 % auf. Der offizielle Anstieg begann in Le Monêtier-les-Bains, das über Saint-Chaffrey und La Salle-les-Alpes erreicht wurde. Bei geringen Steigungsprozenten von rund 5 % führte die D1091 auf den Col du Lautaret (2061 m), der nach 14 Kilometern erreicht wurde. Daraufhin bogen die Fahrer rechts auf die schmale D902 ab, auf der die verbliebenen neun Kilometer zurückgelegt wurden. Die Steigungsprozente nahmen nun deutlich zu und lagen im Schnitt bei 6,4 %. Beim Tunnel bogen die Fahrer rechts ab und nahmen den letzten Kilometer in Angriff, der eine durchschnittliche Steigung von 9 % aufwies. Auf der Passhöhe, die 18,9 Kilometer vor dem Ziel überquert wurde, wurde eine Bergwertung hors catégorie abgenommen. Zudem wurden hier Bonussekunden und das Souvenir Henri Desgrange vergeben. Die Abfahrt vom Col du Galibier ist im oberen Teil technisch anspruchsvoll, ehe sie vor Valloire zusehends abflacht.
|                            | Ort                       | Kilometer | Länge (km) | Höhe (m) | Ø Steigung |
| -------------------------- | ------------------------- | --------- | ---------- | -------- | ---------- |
| neutralisierter Start      | Pinerolo (Corso Turino)   | −3,9      |            |          |            |
| offizieller Start          | Porte (SR23)              | 0,0       |            |          |            |
| Zwischensprint             | Roreto (Castel del Bosco) | 18,9      |            |          |            |
| Bergwertung (2. Kategorie) | Sestriere                 | 50,4      | 39,9       | 2035     | 3,7 %      |
| Bergwertung (2. Kategorie) | Col de Montgenèvre        | 71,1      | 8,3        | 1860     | 5,9 %      |
| Bergwertung (HC-Kategie)   | Col du Galibier           | 120,7     | 23,0       | 2642     | 5,1 %      |
| Bonussprint                | Col du Galibier           | 120,7     |            |          |            |
| Ziel                       | Valloire                  | 139,6     |            |          |            |

## Rennverlauf
Mit Casper Pedersen (Soudal Quick-Step) ging ein Fahrer nach seinem Sturz am Vortag nicht an den Start der 4. Etappe. Unmittelbar nach dem Start kam es zu den ersten Angriffen, wobei sich zunächst keine Gruppe entscheidend lösen konnte. Nachdem sich Mads Pedersen (Lidl-Trek) mit einer kleinen Gruppe in der frühen Rennphase abgesetzt hatte, erhöhte die Mannschaft Alpecin-Deceuninck das Tempo, um das Hauptfeld vor dem Zwischensprint wieder an die Ausreißer heranzuführen. Nachdem die Lücke geschlossen worden war, setzte sich dennoch Mads Pedersen bei der Punkteabnahme durch. Die weiteren Platzierungen gingen an Biniam Girmay (Intermarché-Wanty), Bryan Coquard (Cofidis) und Jasper Philipsen (Alpecin-Deceuninck). Als Fünfter sicherte sich Jonas Abrahamsen (Uno-X Mobility) elf Punkte und verteidigte so die Führung in der Punktewertung. Nach dem Zwischensprint fiel der Norweger sowie der Großteil der restlichen Sprinter aus dem Hauptfeld zurück. Weitere bekannte Fahrer, die dem Tempo zu diesem Zeitpunkt nicht folgen konnten, waren Wout van Aert (Visma-Lease a Bike) und Lenny Martinez (Groupama-FDJ), die in der frühen Rennphase angegriffen hatten.
Nach 30 Kilometern bildete sich schließlich eine 17 Fahrer umfassende Ausreißergruppe. In dieser waren (geordnet nach dem bestplatzierten Fahrer pro Mannschaft) folgende Fahrer vertreten: Odd Christian Eiking, Tobias Halland Johannessen (beide Uno-X Mobility), Rui Costa (EF Education-EasyPost), Warren Barguil (dsm-firmenich PostNL), Bruno Armirail (Decathlon AG2R La Mondiale), Julien Bernard (Lidl-Trek), Valentin Madouas, Romain Grégoire, David Gaudu (alle Groupama-FDJ), Cristian Rodríguez, Raúl García Pierna (beide Arkéa-B&B Hotels), Kobe Goossens (Intermarché-Wanty), Alexei Luzenko (Astana Qazaqstan), Stephen Williams (Israel-Premier Tech), Mathieu van der Poel (Alpecin-Deceuninck), Oier Lazkano (Movistar), Mathieu Burgaudeau (TotalEnergies) und Christopher Juul-Jensen (Jayco AlUla). Odd Christian Eiking, Rui Costa und Warren Barguil wiesen als bestplatzierte Fahrer einen Rückstand von zwei Minuten und 31 Sekunden auf. Bei der Bergwertung von Sestriere betrug der Vorsprung der Ausreißer rund zwei Minuten, wobei sich Stephen Williams vor Valentin Madouas, Warren Barguil und Tobias Halland Johannessen die meisten Punkte sicherte. In der Auffahrt des Col de Montgenèvre blieb der Vorsprung der Ausreißergruppe stabil. Im Sprint um die Bergpunkte setzte sich erneut Stephen Williams durch. Dahinter folgten Warren Barguil, Valentin Madouas und Tobias Halland Johannessen.
In Briançon betrug der Vorsprung der Spitzengruppe noch zwei Minuten, ehe es bei Gegenwindverhältnissen in Richtung Col du Lautaret und Col du Galibier ging. Auf den ersten flacheren Kilometern reduzierte das UAE Team Emirates durch die Arbeit von Nils Politt den Rückstand auf eineinhalb Minuten, ehe seine Teamkollegen Tim Wellens und Marc Soler die Tempoarbeit übernahmen. An der Spitze kam es 33 Kilometer vor dem Ziel zu den ersten Angriffen, wodurch die Ausreißergruppe zerfiel. Mit David Gaudu, Oier Lazkano, Tobias Halland Johannessen und Christopher Juul-Jensen setzten sich zudem vier Fahrer von ihren ehemaligen Fluchtgefährten ab. Der Vorsprung der Spitze war zwischenzeitlich jedoch bereits auf eineinhalb Minuten geschmolzen. Oier Lazkano bog als erster Fahrer auf dem Col du Lautaret auf die steilere Straße in Richtung Col du Galibier ab. Das Hauptfeld hatte den Rückstand unterdessen auf weniger als eine Minute reduziert. Nun übernahm Pavel Sivakov (UAE Team Emirates) die Tempoarbeit und schloss 26 Kilometer vor dem Ziel zu dem letzten verbliebenen Ausreißer auf. Zeitgleich verloren Simon Yates (Jayco AlUla) und Thomas Pidcock (Ineos Grenadiers) den Kontakt zum Hauptfeld, in dem sich noch rund 40 Fahrer befanden. Kurz darauf musste auch der gesamtführende Richard Carapaz (EF Education-EasyPost) abreißen lassen, während João Almeida (UAE Team Emirates) das Tempo erneut forcierte. 5,5 Kilometer vor der Passhöhe übernahm Adam Yates (UAE Team Emirates) die Tempoarbeit. Nachdem auch der Brite zurückgefallen war, verblieben mit Tadej Pogačar, Juan Ayuso, João Almeida (alle UAE Team Emirates), Jonas Vingegaard (Visma-Lease a Bike), Remco Evenepoel, Mikel Landa (Soudal Quick-Step), Primož Roglič (Red Bull–Bora–Hansgrohe) und Carlos Rodríguez (Ineos Grenadiers) nur noch acht Fahrer in der Spitzengruppe. Auf dem letzten und steilsten Kilometer des Col du Galibier griff Tadej Pogačar nach der Vorarbeit seiner Mannschaftskollegen an. Anfangs konnte Jonas Vingegaard dem Slowenen folgen, ehe er ihn auf den letzten Metern ziehen lassen musste. Tadej Pogačar führte mit rund fünf Sekunden Vorsprung über die Passhöhe. Hinter Jonas Vingegaard folgte Remco Evenepoel mit einer kleinen Lücke, ehe die restlichen Fahrer der Spitzengruppe mit einem Rückstand von rund 30 Sekunden die Bergwertung erreichten.
In der Abfahrt konnte Jonas Vingegaard den Abstand zu Tadej Pogačar zunächst stabil halten, ehe er im unteren, flacheren Abschnitt deutlich an Boden verlor. Rund fünf Kilometer vor dem Ziel schlossen Primož Roglič, Carlos Rodríguez und Juan Ayuso zu Jonas Vingegaard auf, der zwischenzeitlich bereits eine halbe Minute hinter Tadej Pogačar zurücklag. Kurz darauf kam auch Remco Evenepoel zu der Gruppe hinzu, nachdem er im oberen Teil viel Zeit verloren hatte und von seinen ersten Verfolgern überholt worden war. Schlussendlich gewann Tadej Pogačar die Etappe mit einem Vorsprung von 35 Sekunden. Dahinter sicherten sich Remco Evenepoel und Juan Ayuso die weiteren Bonussekunden, vor Primož Roglič, der das Ziel als Vierter erreichte. Im Zielsprint ging eine kleine Lücke vor Jonas Vingegaard und Carlos Rodríguez auf, die mit einem Rückstand von 37 Sekunden gewertet wurden. 53 Sekunden hinter dem Etappensieger erreichten João Almeida und Mikel Landa das Ziel, ehe Giulio Ciccone (Lidl-Trek), Santiago Buitrago (Bahrain Victorious), Felix Gall (Decathlon AG2R La Mondiale), Matteo Jorgenson (Visma-Lease a Bike), Egan Bernal, Geraint Thomas (beide Ineos Grenadiers) und Adam Yates mit einem Rückstand von rund zwei Minuten und 40 Sekunden den Zielstrich überquerten. Der gesamtführende Richard Carapaz wies schlussendlich als 32. einen Rückstand von mehr als fünf Minuten auf und rutschte in der Gesamtwertung ab.
Tadej Pogačar übernahm mit seinem Etappensieg die Gesamtwertung und lag nun aufgrund der zusätzlichen Zeitbonifikationen, die im Ziel und auf dem Col du Galibier vergeben wurden, 45 Sekunden vor Remco Evenepoel, der nach wie vor die Nachwuchswertung anführte. Jonas Vingegaard folgte mit 50 Sekunden Rückstand auf dem dritten Gesamtrang. Dahinter folgten Juan Ayuso, Primož Roglič und Carlos Rodríguez die alle bereits mehr als eine Minute hinter Tadej Pogačar zurücklagen. Dahinter folgten Mikel Landa und João Almeida mit rund eineinhalb Minuten Rückstand, ehe mit Giulio Ciccone und Egan Bernal die letzten beiden Fahrer in den Top 10 bereits Zeitabstände von mehr als drei Minuten aufwiesen. Jonas Abrahamsen verteidigte die Führungen in der Punkte- und Bergwertung, lag nun jedoch nur noch vier Punkte vor Biniam Girmay bzw. Tadej Pogačar. Mit drei Fahrern in den Top 10 übernahm das UAE Team Emirates die Führung in der Mannschaftswertung. Oier Lazkano, der als letzter Fahrer der Ausreißergruppe eingeholt worden war, wurde als kämpferischster Fahrer ausgezeichnet. Alle 174 gestarteten Fahrer erreichten das Ziel im vorgegebenen Zeitlimit.

## Ergebnis
| \| Etappenergebnis \| Etappenergebnis \| Etappenergebnis \| Etappenergebnis \| Etappenergebnis \| \| Fahrer \| Fahrer \| Land \| Team \| Zeit \| \| --------------- \| ----------------- \| --------------- \| -------------------------- \| --------------- \| \| 1. \| Tadej Pogačar \| Slowenien \| UAE Team Emirates \| 3 h 46 min 38 s \| \| 2. \| Remco Evenepoel \| Belgien \| Soudal Quick-Step \| + 35 s \| \| 3. \| Juan Ayuso \| Spanien \| UAE Team Emirates \| + 35 s \| \| 4. \| Primož Roglič \| Slowenien \| Red Bull-Bora-Hansgrohe \| + 35 s \| \| 5. \| Jonas Vingegaard \| Dänemark \| Team Visma \\| Lease a Bike \| + 37 s \| \| 6. \| Carlos Rodríguez \| Spanien \| Ineos Grenadiers \| + 37 s \| \| 7. \| Mikel Landa \| Spanien \| Soudal Quick-Step \| + 53 s \| \| 8. \| João Almeida \| Portugal \| UAE Team Emirates \| + 53 s \| \| 9. \| Giulio Ciccone \| Italien \| Lidl-Trek \| + 2 min 41 s \| \| 10. \| Santiago Buitrago \| Kolumbien \| Bahrain Victorious \| + 2 min 41 s \| |                   |           |                            |                 |
| |                   |           |                            |                 |
| Quellen: ProCyclingStats Cycling Quotient |                   |           |                            |                 |
| Etappenergebnis |                   |           |                            |                 |
| Fahrer | Fahrer            | Land      | Team                       | Zeit            |
| 1. | Tadej Pogačar     | Slowenien | UAE Team Emirates          | 3 h 46 min 38 s |
| 2. | Remco Evenepoel   | Belgien   | Soudal Quick-Step          | + 35 s          |
| 3. | Juan Ayuso        | Spanien   | UAE Team Emirates          | + 35 s          |
| 4. | Primož Roglič     | Slowenien | Red Bull-Bora-Hansgrohe    | + 35 s          |
| 5. | Jonas Vingegaard  | Dänemark  | Team Visma \| Lease a Bike | + 37 s          |
| 6. | Carlos Rodríguez  | Spanien   | Ineos Grenadiers           | + 37 s          |
| 7. | Mikel Landa       | Spanien   | Soudal Quick-Step          | + 53 s          |
| 8. | João Almeida      | Portugal  | UAE Team Emirates          | + 53 s          |
| 9. | Giulio Ciccone    | Italien   | Lidl-Trek                  | + 2 min 41 s    |
| 10. | Santiago Buitrago | Kolumbien | Bahrain Victorious         | + 2 min 41 s    |

## Gesamtstände
| \| Gesamtwertung \| Gesamtwertung \| Gesamtwertung \| Gesamtwertung \| Gesamtwertung \| \| Fahrer \| Fahrer \| Land \| Team \| Zeit \| \| ------------- \| ---------------- \| ------------- \| -------------------------- \| ---------------- \| \| 1. \| Tadej Pogačar \| Slowenien \| UAE Team Emirates \| 19 h 06 min 38 s \| \| 2. \| Remco Evenepoel \| Belgien \| Soudal Quick-Step \| + 45 s \| \| 3. \| Jonas Vingegaard \| Dänemark \| Team Visma \\| Lease a Bike \| + 50 s \| \| 4. \| Juan Ayuso \| Spanien \| UAE Team Emirates \| + 1 min 10 s \| \| 5. \| Primož Roglič \| Slowenien \| Red Bull-Bora-Hansgrohe \| + 1 min 14 s \| \| 6. \| Carlos Rodríguez \| Spanien \| Ineos Grenadiers \| + 1 min 16 s \| \| 7. \| Mikel Landa \| Spanien \| Soudal Quick-Step \| + 1 min 32 s \| \| 8. \| João Almeida \| Portugal \| UAE Team Emirates \| + 1 min 32 s \| \| 9. \| Giulio Ciccone \| Italien \| Lidl-Trek \| + 3 min 20 s \| \| 10. \| Egan Bernal \| Kolumbien \| Ineos Grenadiers \| + 3 min 21 s \| |                  |           |                            |                  |
| |                  |           |                            |                  |
| Quellen: ProCyclingStats Cycling Quotient |                  |           |                            |                  |
| Gesamtwertung |                  |           |                            |                  |
| Fahrer | Fahrer           | Land      | Team                       | Zeit             |
| 1. | Tadej Pogačar    | Slowenien | UAE Team Emirates          | 19 h 06 min 38 s |
| 2. | Remco Evenepoel  | Belgien   | Soudal Quick-Step          | + 45 s           |
| 3. | Jonas Vingegaard | Dänemark  | Team Visma \| Lease a Bike | + 50 s           |
| 4. | Juan Ayuso       | Spanien   | UAE Team Emirates          | + 1 min 10 s     |
| 5. | Primož Roglič    | Slowenien | Red Bull-Bora-Hansgrohe    | + 1 min 14 s     |
| 6. | Carlos Rodríguez | Spanien   | Ineos Grenadiers           | + 1 min 16 s     |
| 7. | Mikel Landa      | Spanien   | Soudal Quick-Step          | + 1 min 32 s     |
| 8. | João Almeida     | Portugal  | UAE Team Emirates          | + 1 min 32 s     |
| 9. | Giulio Ciccone   | Italien   | Lidl-Trek                  | + 3 min 20 s     |
| 10. | Egan Bernal      | Kolumbien | Ineos Grenadiers           | + 3 min 21 s     |

| Punktewertung | Punktewertung    | Punktewertung | Punktewertung      | Punktewertung |
| Fahrer        | Fahrer           | Land          | Team               | Punkte        |
| ------------- | ---------------- | ------------- | ------------------ | ------------- |
| 1.            | Jonas Abrahamsen | Norwegen      | Uno-X Mobility     | 87 P.         |
| 2.            | Biniam Girmay    | Eritrea       | Intermarché-Wanty  | 83 P.         |
| 3.            | Mads Pedersen    | Dänemark      | Lidl-Trek          | 79 P.         |
| 4.            | Kévin Vauquelin  | Frankreich    | Arkéa-B&B Hotels   | 60 P.         |
| 5.            | Bryan Coquard    | Frankreich    | Cofidis            | 45 P.         |
| 6.            | Tadej Pogačar    | Slowenien     | UAE Team Emirates  | 42 P.         |
| 7.            | Fernando Gaviria | Kolumbien     | Movistar Team      | 41 P.         |
| 8.            | Jasper Philipsen | Belgien       | Alpecin-Deceuninck | 38 P.         |
| 9.            | Quentin Pacher   | Frankreich    | Groupama-FDJ       | 35 P.         |
| 10.           | Remco Evenepoel  | Belgien       | Soudal Quick-Step  | 33 P.         |

| Bergwertung | Bergwertung         | Bergwertung            | Bergwertung                | Bergwertung |
| Fahrer      | Fahrer              | Land                   | Team                       | Punkte      |
| ----------- | ------------------- | ---------------------- | -------------------------- | ----------- |
| 1.          | Jonas Abrahamsen    | Norwegen               | Uno-X Mobility             | 24 P.       |
| 2.          | Tadej Pogačar       | Slowenien              | UAE Team Emirates          | 20 P.       |
| 3.          | Valentin Madouas    | Frankreich             | Groupama-FDJ               | 16 P.       |
| 4.          | Jonas Vingegaard    | Dänemark               | Team Visma \| Lease a Bike | 15 P.       |
| 5.          | Remco Evenepoel     | Belgien                | Soudal Quick-Step          | 12 P.       |
| 6.          | Stephen Williams    | Vereinigtes Königreich | Israel-Premier Tech        | 10 P.       |
| 7.          | Carlos Rodríguez    | Spanien                | Ineos Grenadiers           | 10 P.       |
| 8.          | Frank van den Broek | Niederlande            | Team dsm-firmenich PostNL  | 9 P.        |
| 9.          | Ion Izagirre        | Spanien                | Cofidis                    | 8 P.        |
| 10.         | Juan Ayuso          | Spanien                | UAE Team Emirates          | 8 P.        |

| Nachwuchswertung | Nachwuchswertung  | Nachwuchswertung       | Nachwuchswertung           | Nachwuchswertung |
| Fahrer           | Fahrer            | Land                   | Team                       | Zeit             |
| ---------------- | ----------------- | ---------------------- | -------------------------- | ---------------- |
| 1.               | Remco Evenepoel   | Belgien                | Soudal Quick-Step          | 19 h 07 min 23 s |
| 2.               | Juan Ayuso        | Spanien                | UAE Team Emirates          | + 25 s           |
| 3.               | Carlos Rodríguez  | Spanien                | Ineos Grenadiers           | + 31 s           |
| 4.               | Matteo Jorgenson  | Vereinigte Staaten     | Team Visma \| Lease a Bike | + 2 min 36 s     |
| 5.               | Santiago Buitrago | Kolumbien              | Bahrain Victorious         | + 3 min 25 s     |
| 6.               | Ilan Van Wilder   | Belgien                | Soudal Quick-Step          | + 4 min 56 s     |
| 7.               | Ben Healy         | Irland                 | EF Education-EasyPost      | + 7 min 27 s     |
| 8.               | Javier Romo       | Spanien                | Movistar Team              | + 8 min 15 s     |
| 9.               | Thomas Pidcock    | Vereinigtes Königreich | Ineos Grenadiers           | + 11 min 38 s    |
| 10.              | Oscar Onley       | Vereinigtes Königreich | Team dsm-firmenich PostNL  | + 11 min 57 s    |

| Mannschaftswertung | Mannschaftswertung         | Mannschaftswertung           | Mannschaftswertung |
| Team               | Team                       | Land                         | Zeit               |
| ------------------ | -------------------------- | ---------------------------- | ------------------ |
| 1.                 | UAE Team Emirates          | Vereinigte Arabische Emirate | 57 h 22 min 58 s   |
| 2.                 | Ineos Grenadiers           | Vereinigtes Königreich       | + 4 min 54 s       |
| 3.                 | Soudal Quick-Step          | Belgien                      | + 5 min 02 s       |
| 4.                 | Red Bull-Bora-Hansgrohe    | Deutschland                  | + 6 min 34 s       |
| 5.                 | Bahrain Victorious         | Bahrain                      | + 11 min 27 s      |
| 6.                 | Movistar Team              | Spanien                      | + 13 min 24 s      |
| 7.                 | Team Visma \| Lease a Bike | Niederlande                  | + 17 min 39 s      |
| 8.                 | EF Education-EasyPost      | Vereinigte Staaten           | + 23 min 37 s      |
| 9.                 | Lidl-Trek                  | Vereinigte Staaten           | + 28 min 41 s      |
| 10.                | Team dsm-firmenich PostNL  | Niederlande                  | + 34 min 33 s      |

## Ausgeschiedene Fahrer
- Casper Pedersen (Soudal Quick-Step) ging nach einem Schlüsselbeinbruch, den er sich auf der 3. Etappe zuzog, nicht an den Start.[4]

## Trivia
In 20 Minuten und 48 Sekunden absolvierte Tadej Pogačar die Auffahrt zum Col du Galibier vom Col du Lautaret in einer neuen Rekordzeit. Der Slowene absolvierte die 8,6 Kilometer dabei eine Minute und 33 Sekunden schneller als Nairo Quintana im Jahr 2019.